# 2013-as Football Impact Cup
A 2013-as Football Impact Cup egy barátságos labdarúgó torna, melyre 2013. január 18-a és 23-a között került sor a spanyolországi Marbellában. A torna szervezője a helyi Marbella Football Center edzőközpont volt, ahol a részt vevő csapatok téli alapozásukat végezték. A második alkalommal megszervezett eseményen négy csapat, a címvédő ukrán Dinamo Kijiv, a magyar Ferencvárosi TC, a svájci FC Basel és a román Steaua Bukarest indult. A 2013-as kiírás végső győztese a Ferencváros lett.

## Helyszín
Az esemény hat mérkőzésének a marbellai városi stadion, az Estadio Municipal de Marbella adott otthont. A létesítmény 9000 fő befogadására alkalmas.

## Végső sorrend
A körmérkőzéses tornán minden csapat három mérkőzést játszott, a végső győztes pedig a tabellán első helyen végzett együttes lett.
| # | Csapat          | M | Gy | D | V | Rg | Kg | Gk | P |
| - | --------------- | - | -- | - | - | -- | -- | -- | - |
| 1 | Ferencvárosi TC | 3 | 2  | 1 | 0 | 7  | 5  | +2 | 7 |
| 2 | Steaua Bukarest | 3 | 1  | 1 | 1 | 4  | 3  | +1 | 4 |
| 3 | Dinamo Kijiv    | 3 | 1  | 0 | 2 | 3  | 5  | -2 | 3 |
| 4 | Basel           | 3 | 0  | 2 | 1 | 3  | 4  | -1 | 2 |

## Mérkőzések
| 2013. január 18. 16.00 (CET) |

| Ferencváros                      | 3-2               | Dinamo Kijiv                                         |
| -------------------------------- | ----------------- | ---------------------------------------------------- |
| Otten 32' Böde 56' 76' Čukić 83' | (1-1) Jegyzőkönyv | Huszjev 6' (11-esből) Kravec 48' Haruna 4' Bezus 33' |

| Estadio Municipal de Marbella, Marbella Nézőszám: 50 Játékvezető: Valle Carmona (spanyol) |

| 2013. január 18. 19.30 (CET) |

| FC Basel | 1–1               | FC Steaua București |
| -------- | ----------------- | ------------------- |
| Zoua 90' | (0–0) Jegyzőkönyv | Pintilii 80'        |

| Estadio Municipal de Marbella, Marbella |

| 2013. január 21. 16.00 (CET) |

| Ferencváros                   | 2–2               | FC Basel                                |
| ----------------------------- | ----------------- | --------------------------------------- |
| Čukić 72' 67' Böde Dániel 86' | (0–2) Jegyzőkönyv | en-Neni 44' Degen 45' Dragović 56′, 68′ |

| Estadio Municipal de Marbella, Marbella Nézőszám: 65 Játékvezető: Kim Jong-Hyeok (dél-koreai) Asszisztensek: Kim Jung-Sik, No Tea-Sik |

| 2013. január 21. 19.30 (CET) |

| FC Steaua București    | 2–0               | Dinamo Kijiv |
| ---------------------- | ----------------- | ------------ |
| Rusescu 32' Tănase 65' | (1–0) Jegyzőkönyv |              |

| Estadio Municipal de Marbella, Marbella |

| 2013. január 23. 16.00 (CET) |

| Dinamo Kijiv      | 1–0               | FC Basel |
| ----------------- | ----------------- | -------- |
| Niko Kranjčar 43' | (1–0) Jegyzőkönyv |          |

| Estadio Municipal de Marbella, Marbella |

| 2013. január 23. 19.30 (CET) |

| Ferencvárosi TC           | 2–1               | FC Steaua București                                                 |
| ------------------------- | ----------------- | ------------------------------------------------------------------- |
| Somália 25' 83' Čukić 60' | (1–1) Jegyzőkönyv | Chipciu 18' 69' Szukała 38' Pârvulescu 52' Pintilii 59' Nikolić 67′ |

| Estadio Municipal de Marbella, Marbella Nézőszám: 500 |

## Győztes
Ferencvárosi TC
| A 2013-as Football Impact Cup győztese |
| -------------------------------------- |

| A győztes csapatban pályára lépő játékosok |
| --- |
| Jova Levente, Aleksandar Jovanović, Gyömbér Gábor, Muhamed Bešić, Júnior Fell, Sváb Dániel, Philipp Bönig, Batik Bence, Mark Otten, Vladan Čukić, Miloš Žeravica, Aleksandar Alempijević, Julian Jenner, Milan Perić, Somalia, Böde Dániel, Orosz Márk |
| Edző |
| Ricardo Moniz |